# Назимов, Владимир Николаевич (1824—1890)
Владимир Николаевич Назимов (1824—1890) — русский военный деятель, генерал-лейтенант.

## Биография
Родился 18 (30) марта 1824 года. Службу офицером начал 21 августа 1846 года; генерал-майор с 20 сентября 1877 года.
В сентябре 1877 года командовал 2-й бригадой 33-й пехотной дивизии; с 29 декабря 1879 по 23 февраля 1890 года был командиром 1-й бригады 15-й пехотной дивизии.
Умер 4 (16) апреля 1890 года. Похоронен на Волковском православном кладбище.
Был награждён орденами Св. Анны 2-й ст. (1872), Св. Владимира 3-й ст. (1881), Св. Станислава 1-й ст (1885).